# Phakopsora phyllanthi
Phakopsora phyllanthi är en svampart som beskrevs av Dietel 1910. Phakopsora phyllanthi ingår i släktet Phakopsora och familjen Phakopsoraceae.   Inga underarter finns listade i Catalogue of Life.